# Nhà rông

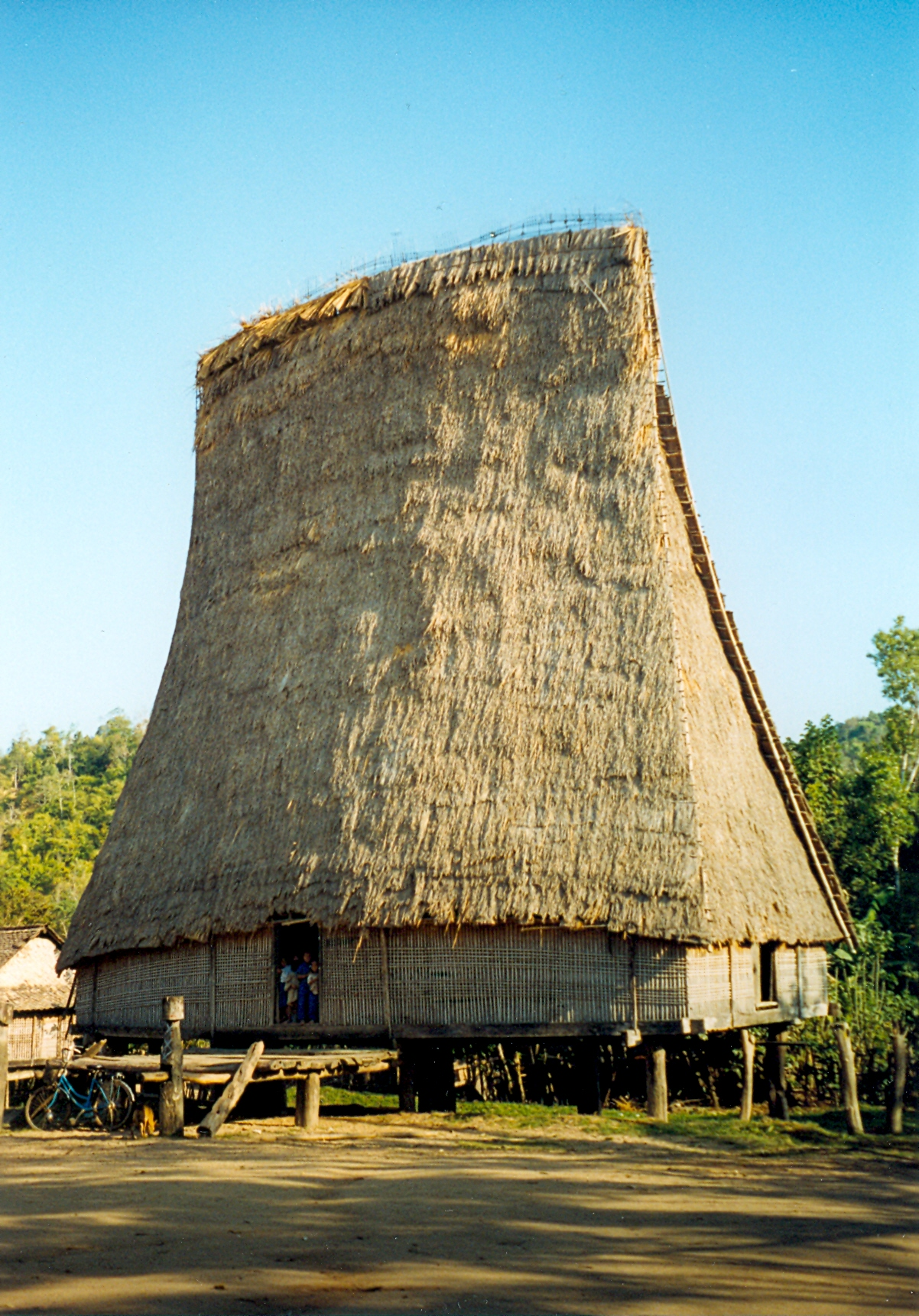
Nhà Rông người Ba Na

Nhà Rông là một kiểu nhà sàn đặc trưng, đây là ngôi nhà cộng đồng, như đình làng của người Kinh, dùng làm nơi tụ họp, trao đổi, thảo luận của dân làng trong các buôn làng trên Tây Nguyên, hoặc còn là nơi đón khách (theo phong tục người Ba Na), dù khách riêng của gia đình hay chung của làng.
Nhà Rông chỉ có ở những buôn làng người dân tộc như Gia Rai, Ba Na... ở phía Bắc Tây Nguyên, đặc biệt ở hai tỉnh Gia Lai và Kon Tum.

## Đặc điểm
Nhà Rông được xây dựng chủ yếu bằng các vật liệu của chính núi rừng Tây Nguyên như cỏ tranh, tre, gỗ, lồ ô... và được xây cất trên một khoảng đất rộng, nằm ngay tại khu vực trung tâm của buôn.
Nhà Rông của mỗi dân tộc đều có những nét riêng trong kiến trúc, tạo dáng, trang trí hoa văn. Nhìn chung nhà Rông là ngôi nhà to hơn nhiều so với nhà bình thường, có kiến trúc cao. Có những ngôi nhà cao tới 18 m, với đặc điểm là mái nhọn xuôi dốc hình lưỡi rìu vươn lên bầu trời với một dáng vẻ mạnh mẽ.
Nhà được dựng trên những cột cây to, thường là tám cột bằng cây đại thụ, thẳng, chắc, mái nhọn lợp bằng lá cỏ tranh, phơi kỹ cho đến khi khô vàng.

## Chức năng

Nhà Rông đồng bào dân tộc Xơ Đăng ở Măng Ri, huyện Tu Mơ Rông, tỉnh Kon Tum, Việt Nam.

Nhà Rông là nơi thực thi các luật tục, nơi tiếp khách, nơi diễn ra các sự kiện trọng đại của buôn làng, nơi già làng tập hợp dân làng để bàn luận những việc quan trọng của buôn làng, của đất nước. Đây cũng là nơi tổ chức các lễ hội tâm linh cộng đồng và là nơi các thế hệ nghệ nhân già truyền đạt lại cho thế hệ trẻ những giá trị văn hóa truyền thống...
Ngoài ra nhà Rông còn là nơi lưu giữ các hiện vật truyền thống: cồng, chiêng, trống, vũ khí, đầu các con vật hiến sinh trong các ngày lễ.